# Dekanat Gdańsk-Oliwa
Dekanat Gdańsk Oliwa – jeden z 24 dekanatów katolickich archidiecezji gdańskiej, utworzony 3 sierpnia 1986. Obejmujący obszar gdańskich dzielnic: Brętowo, Matarnia, Oliwa, Osowa, Strzyża, VII Dwór, a także część gdyńskiej dzielnicy Wielki Kack (Gołębiewo i Wysoką) oraz sołectwo Nowy Świat i gminy Żukowo. Dziekanem od 3 lutego 2020 jest ks. kan. mgr Wojciech Tokarz – proboszcz parafii Chrystusa Zbawiciela w Gdańsku Osowej.

## Parafie
W skład dekanatu wchodzi 10 parafii:
1. Parafia Chrystusa Zbawiciela w Gdańsku – Gdańsk Osowa, ul. Pegaza 15
2. Parafia św. Polikarpa Biskupa Męczennika w Gdańsku – Gdańsk Osowa, pl. św. Jana Apostoła 1
3. Parafia Trójcy Świętej w Gdańsku (Archikatedra Oliwska) – Gdańsk Oliwa, ul. bpa Edmunda Nowickiego 5
4. Parafia Matki Bożej Królowej Korony Polskiej w Gdańsku – Gdańsk Oliwa, ul. Polanki  131
5. Parafia św. Stanisława Kostki w Gdańsku – Gdańsk VII Dwór, ul. Abrahama 38
6. Parafia Zmartwychwstania Pańskiego w Gdańsku (Archidiecezjalne Sanktuarium Miłosierdzia Bożego) – Gdańsk Strzyża, ul. Gomółki 11/13
7. Parafia Matki Boskiej Nieustającej Pomocy w Gdańsku – Gdańsk Brętowo, ul. Słowackiego 79
8. Parafia Matki Bożej Brzemiennej w Gdańsku Matemblewie (Sanktuarium Matki Bożej Brzemiennej) – Gdańsk Brętowo, ul. Matemblewska 9
9. Parafia św. Rafała Kalinowskiego w Gdańsku Złotej Karczmie – Gdańsk Matarnia, ul. Złota Karczma 24
10. Parafia św. Walentego w Gdańsku – Gdańsk Matarnia, ul. Jesienna 13

## Kościół filialny
- Parafia Trójcy Świętej w Gdańsku
  - Kościół filialny św. Jakuba – Gdańsk Oliwa, ul. Opacka

## Sąsiednie dekanaty
Sopot, Gdańsk Przymorze, Gdańsk Wrzeszcz, Gdańsk Siedlce, Kielno, Żukowo